# Вишнівка (Вінницький район)
Вишні́вка (в минулому — Люлинці та Юлинці) — село в Україні, у Погребищенській міській громаді Вінницького району Вінницької області. Населення становить 163 особи.

## Географія
Через село тече річка Котлярка, ліва притока Смотрухи.

## Історія
Під час Другої світової війни село було окуповано фашистськими військами у другій половині липня 1941 року. Червоною армією село було зайняте 31 грудня 1943 року.
12 червня 2020 року, відповідно до розпорядження Кабінету Міністрів України № 707-р «Про визначення адміністративних центрів та затвердження територій територіальних громад Вінницької області», увійшло до складу Погребищенської міської громади.
19 липня 2020 року, в результаті адміністративно-територіальної реформи та ліквідації Погребищенського району, село увійшло до складу Вінницького району.

## Населення
За даними перепису 2001 року кількість наявного населення села становила 161 осіб, із них 98,77 % зазначили рідною мову українську, 1,23 % — російську.
| Рік            | 1989 | 2001 |
| -------------- | ---- | ---- |
| Кількість осіб | 194  | 161  |

## Відомі люди
- Тит Гембицький — український актор.
- Солоданюк Олексій Юрійович (1996—2023) — старший лейтенант збройних сил України, учасник російсько-української війни. Герой України (2025, посмертно).